# 新斯科舍省哈利法克斯聖殿
新斯科舍哈利法克斯聖殿（英語：Halifax Nova Scotia Temple）是耶稣基督后期圣徒教会的第64座聖殿。

## 聖殿歷史
1998年10月12日，在當時加拿大感恩節，教會七十員傑伊·簡森長老（Jay E. Jensen）主持了聖殿奠基儀式。700名人參加了意識。
在奉獻聖殿之前，這座聖殿向公眾開放時，大約有8000人參觀了這座聖殿。 由於教會當時的總會會長戈登·興格萊（Gordon B. Hinckley）的飛機出現機械故障，哈利法克斯聖殿的奉獻會議被推遲了一天，因此它與薩斯喀徹溫里賈納聖殿在同一天奉獻。 這標誌著兩座耶穌基督後期聖徒教會聖殿在同一天首次奉獻。 興格萊會長選擇留在哈利法克斯，而教會十二使徒會長培道‧潘（Boyd K. Packer）去了里賈納。

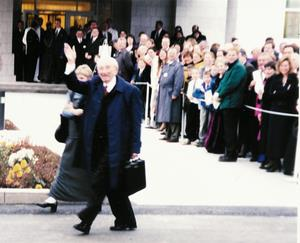
興格萊會長奉獻哈利法克斯聖殿以後從聖殿入口出來

興格萊會長於1999年11月14日為哈利法克斯聖殿主持了奉獻儀式。聖殿的總建築面積為994平方公尺，設有兩個教儀室和兩個印證室。
在2020年，由于对冠状病毒的大流行，新斯科舍哈利法克斯聖殿被关闭。 